# 데이비드 퍼멋
데이비드 퍼멋(영어: David Permut, 1954년 3월 23일 ~ )은 미국의 영화 프로듀서이다. 영화 《핵소 고지》(2016)를 제작했다.